# Perejaslavski sporazum
Perejaslavski sporazum (rus. Переяславская рада, ukr. Переяславська рада); je službeni dogovor potpisan ugovorom 1654. između ukrajinskog hetmana Bogdana Hmeljnickog i moskovskog odnosno ruskog cara Alekseja I. U njemu se jamči neovisnost ukrajinske države Zaporoške Republike u zajednici s Moskovskim odnosno Ruskim Carstvom. Sporazum je do danas ostao predmet kontroverznih rasprava s obzirom na to da se i dalje tumači dvosmisleno. Također postoje sumnje o krivotvorenju dokumenta.

## Osnovne značajke i poimanje
Godine 1654. ukrajinski hetman Bogdan Hmeljnicki potpisao je Perejaslavski sporazum s ruskim carem Aleksejom I. kojim se jamčila autonomija ukrajinske države Zaporoške Republike u zajednici s Moskovskim Carstvom. Sporazum je do danas ostao predmet stručne rasprave između povjesničara jer se sumnja da su u njemu dogovoreni uvjeti naknadno krivotvoreni na korist ruskog odnosno tada još moskovskog cara.
Prema ukrajinskim povjesničarima Hmeljnicki je naposljetku bio izigran od moskovskih vlasti, a ključni dogovoreni uvjeti se nisu ispoštovali što je s vremenom nakon njegove smrti dovelo do ruske aneksije Ukrajine i potpunog ukidanja stečene autonomije. Taj čin pokrenuo je lavinu drugih nepovoljnih uvjeta po srednjovjekovnu Ukrajinu, a to se posebno nepovoljno odrazilo na neovisnost Ukrajinske pravoslavne crkve koja se danas predstavlja kroz Ukrajinsku pravoslavnu crkvu Moskovske patrijaršije. Hmeljnicki je nakon prekršenih dogovora pokušao stvoriti savez sa Švedskim Kraljevstvom i Osmanskim Carstvom kako bi i dalje zadržao neovisnost Ukrajine no to mu nije uspjelo.
U Rusiji se Perejaslavski sporazum tumači kao bratsko sjedinjavanje srednjovjekovne Ukrajine-Rusi i Rusije-Moskovije nakon višegodišnje razjedinjenosti i višegodišnje stagnacije ukrajinsko-ruskih odnosa. Često se 1654. godina tretira kao početak političkog formiranja moćnog Ruskog Imperija. Isti događaj koristio se često i u političke svrhe, a 1954. obilježila se 300. obljetnica bratskog sjedinjavanja Ukrajine i Rusije. U Ukrajini se Perejaslavski sporazum promatra kao prekretnica u kojoj se Ukrajina počela suočavati s teškim oblicima diktature, velikim ljudskim gubicima i postupnim otuđivanjem ukrajinskog nacionalnog identiteta. Ukrajinski povjesničari često doživljavaju Perejaslavski sporazum kao početak višestoljetne i tragične rusifikacije ukrajinskih prostora i bogate kulture.

## Vanjske povewznice
- Perejaslavski sporazum (eng.)
- Переяславська рада 1654 р.: міфи та реальність (ukr.)